# Невонское муниципальное образование
Невонское муниципальное образование — муниципальное образование со статусом сельского поселения в 
Усть-Илимском районе Иркутской области России. Административный центр — поселок Невон.

## Демография
По результатам Всероссийской переписи населения 2010 года 
численность населения муниципального образования составила 2597 человек, в том числе 1271 мужчина и 1326 женщин.

## Населенные пункты
В состав муниципального образования входят населенные пункты
- Невон